# Brigitte Scheer
Brigitte Scheer  (* 2. März 1935 in Essen) ist eine deutsche Philosophin.

## Leben
Scheer studierte Philosophie, Anglistik, Germanistik und Kunstgeschichte zunächst in Köln, dann ab 1959 Frankfurt am Main, wobei sie und anderen Bruno Liebrucks folgten, der einen Ruf dahin bekommen hatte. Nach der Promotion 1968 hatte sie ab 1972 eine Philosophieprofessur an der Goethe-Universität Frankfurt am Main inne mit den Arbeitsschwerpunkten Ästhetik, Philosophie der Kunst, Philosophie des Deutschen Idealismus, Immanuel Kant und Sprachphilosophie.

## Schriften (Auswahl)
- Untersuchungen zu einer Typik des Selbst in der Erfahrung. Dissertation 1968, OCLC 831110238; Hänsel-Hohenhausen, Köln 1993, ISBN 3-89349-383-2.
- Zur Begründung von Kants Ästhetik und ihrem Korrektiv in der ästhetischen Idee. Heiderhoff, Frankfurt am Main 1971, OCLC 252033866.
- Einführung in die philosophische Ästhetik. Primus-Verlag, Darmstadt 1997, ISBN 3-89678-308-4.